# Cnemarchus erythropygius
El birro culirrojo (Cnemarchus erythropygius), también denominado alinaranja lomirrojiza (en Ecuador), atrapamoscas canoso o atrapamoscas culirrojizo (en Colombia), tirano-montés de lomo rojo (en Perú) o mosquero rojizo, es una especie de ave paseriforme de la familia Tyrannidae, una de las dos pertenecientes al género Cnemarchus. Es nativa de regiones andinas del noroeste y oeste de América del Sur.

## Distribución y hábitat

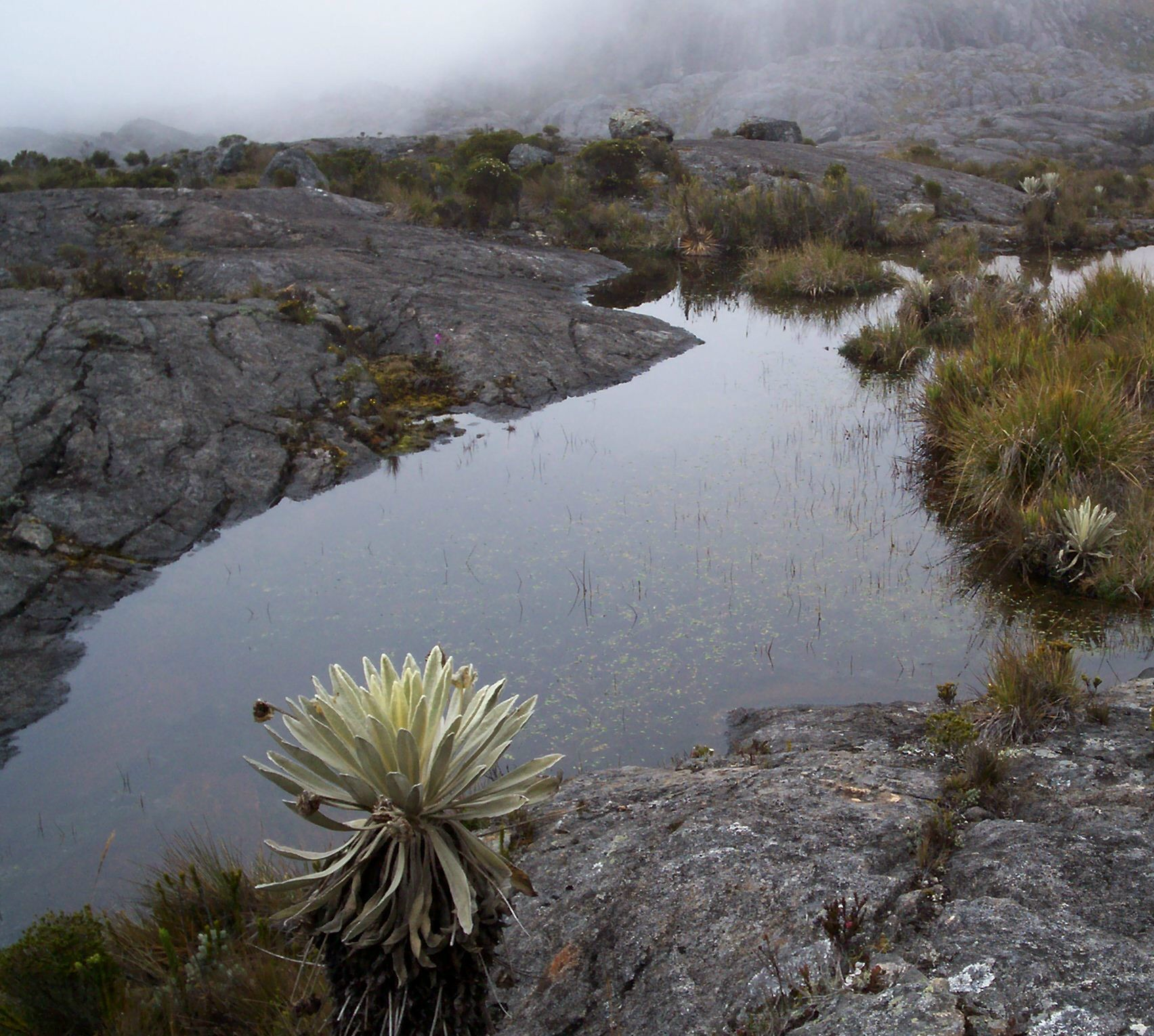
Páramo en el Parque natural regional Sisavita, Norte de Santander, Colombia, ejemplo de hábitat de la especie.

Se distribuye de forma disjunta en el norte y centro de Colombia; a lo largo de la cordillera de los Andes, por Ecuador y Perú hasta el norte y centro de Bolivia.
Esta especie es considerada poco común en sus hábitats naturales: los páramos y áreas semiabiertas con matorrales dispersos y fragmentos de bosque en altitudes andinas, principalmente entre 2900 y 4100 m.

## Descripción
El birro culirrojo es relativamente grande, mide 23 cm de longitud. Es inconfundible. Frente de la corona blanco sucio, volviéndose gris pálido por detrás de la corona; por arriba es gris pardacento oscuro con la rabadilla en rufo contrastante. Las alas tienen una mancha blanca en las terciarias, que son especialmente visibles en vuelo, y cobertoras inferiores de las alas canela; las plumas centrales de la cola son negruzcas y las otras son rufas con el tercio terminal negro. La garganta es estriada blanco y gris, el pecho gris y el vientre en rufo contrastante.

## Comportamiento
Usualmente solitario o en pares, generalmente en lugares abiertos, percha en piedras, arbustos, cables o cercas, desde donde desciende al suelo para capturar presas, menos frecuentemente en vuelos. Generalmente es arisca, no permitiendo aproximación.

### Vocalización
Generalmente es callada; emite un estridente «kyiii» y un «skyiik».

## Sistemática

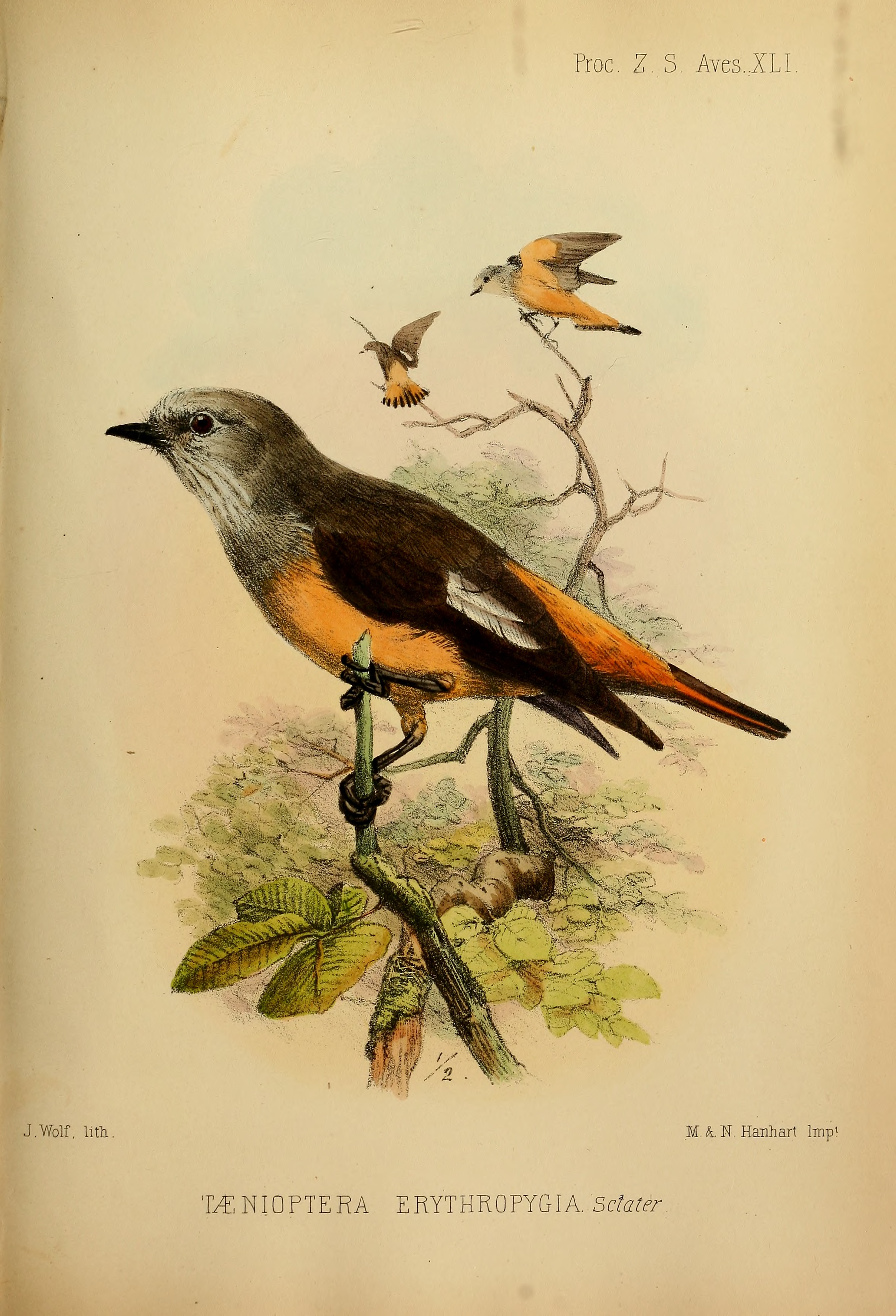
Taenioptera erythropygia, ilustración de Wolf, para Proceedings of the Royal Society of London, 1852.

### Descripción original
La especie C. erythropygius fue descrita por primera vez por el ornitólogo británico Philip Lutley Sclater en 1853 bajo el nombre científico Taenioptera erythropygia; la localidad tipo es:  «Verdecocha, Pichincha, Ecuador».

### Etimología
El nombre genérico masculino «Cnemarchus» se compone de las palabras del griego «knēmos» que significa ‘ladera de la montaña’, y «arkhos» que significa ‘jefe, mandante’; y el nombre de la especie «erythropygius», se compone de las palabras del griego «eruthros» que significa ‘rojo’  y «pugios» que significa ‘de rabadilla’.

### Taxonomía
Antiguamente fue colocada en los géneros Myiotheretes o Xolmis. Los autores más recientes prefieren retenerla en un género propio con base en la morfología externa e interna. Las subespecies se diferencian pobremente. 
Los estudios de Tello et al. (2009) confirmaron que la presente especie era hermana de Polioxolmis rufipennis con quien comparte características de plumaje, de hábitat y vocalizaciones. Los estudios genéticos de Chesser at al. (2020) confirmaron y sugirieron la colocación de rufipennis en el género Cnemarchus.

### Subespecies
Según las clasificaciones del Congreso Ornitológico Internacional (IOC) y Clements Checklist, se reconocen dos subespecies, con su correspondiente distribución geográfica:
- Cnemarchus erythropygius orinomus Wetmore, 1946 - norte y centro de Colombia (Sierra Nevada de Santa Marta y norte de los Andes orientales en Norte de Santander y Cundinamarca.
- Cnemarchus erythropygius erythropygius (P.L. Sclater, 1853) - sur de Colombia (Nariño) hacia el sur hasta el oeste y centro de Bolivia (La Paz, Cochabamba).

La forma descrita C. e. bolivianus Carriker, 1935 es considerada un sinónimo de la nominal.